# Typhochrestoides
Typhochrestoides Eskov, 1990 è un genere di ragni appartenente alla famiglia Linyphiidae.

## Distribuzione
L'unica specie oggi nota di questo genere è stata rinvenuta nella Russia asiatica.

## Tassonomia
A giugno 2012, si compone di una specie:
- Typhochrestoides baikalensis Eskov, 1990[3] — Russia asiatica

### Sinonimi
- Typhochrestoides jeniseicus (Eskov, 1990); esemplare trasferito dal genere Collinsia O. P.-Cambridge, 1913, e posto in sinonimia con la T. baikalensis Eskov, 1990, a seguito di un lavoro dello stesso Eskov (1992d).[1].